# Krasimir Stefanow
Krasimir Stefanow (bg.Красимир Стефанов) (ur. 27 grudnia 1977 roku w Płowdiwie) – bułgarski siatkarz, były reprezentant Bułgarii, grający na pozycji atakującego. 

## Kariera
- 1989–1994  Lokomotiw Płowdiw
- 1994–2000  Slawia Sofia
- 2000–2001  Lewski Siconco Sofia
- 2001–2002  Martigues Volley
- 2002–2004  Lewski Siconco Sofia
- 2004–2005  Bankasi Ankara
- 2005–2006  Razłog Pirin
- 2006–2007  Bankasi Ankara
- 2007–2008  Budvanska Rivijera Budva
- 2008–2009  Itas Diatec Trentino

## Sukcesy
- Mistrzostwo Bułgarii (1997, 1998, 2001, 2003, 2004)
- Puchar Bułgarii (1996, 1997, 1998, 2001, 2003, 2004)
- Puchar CEV (2008)
- zwycięstwo w Lidze Mistrzów (2009)
- Wicemistrzostwo Włoch (2009)